# Birgitz
Birgitz este un oraș în Austria.